# ملگار د یوسو
ملگار د یوسو (به اسپانیایی: Melgar de Yuso) یک شهرستان در اسپانیا است که در استان پالنسیا واقع شده‌است.

## خصوصیات
ملگار د یوسو ۲۶ کیلومترمربع مساحت و ۳۵۱ نفر جمعیت دارد.